# Scary Movie
Scary Movie (titulada Scary Movie: Una película de miedo en Hispanoamérica) es una película estadounidense de humor negro del año 2000, dirigida por Keenen Ivory Wayans y escrita por sus hermanos Shawn Wayans y Marlon Wayans, quienes también actúan en la película. Las bromas de mal gusto, su lenguaje soez y escenas escatológicas han sido las claves de su éxito en Estados Unidos.
Principalmente parodia a las películas Scream y I Know What You Did Last Summer; sobre todo en la trama, pero también en el asesino principal (Ghostface), en el rótulo o en el propio nombre de la película, «Scary Movie», que es repetido en Scream varias veces haciendo referencia realmente a películas de terror.
Fue promovido con el eslogan «No habrá clemencia. No habrá vergüenza. No habrá secuelas», con la última frase haciendo referencia a la tendencia de las películas de terror a convertirse en largas series.
En 2001, fue estrenada Scary Movie 2 con el eslogan «Mentimos». Scary Movie 3 fue estrenada en 2003 y Scary Movie 4 fue estrenada el 14 de abril de 2006, (con el eslogan «La última película de la trilogía»), el 12 de abril de 2013 se estrenó Scary Movie 5, siendo el final de la serie cinematográfica.
El 11 de abril de 2024 se confirmó que se está preparando Scary Movie 6. Probablemente se estrene en 2025. 
Con el tiempo Scary Movie (como sus posteriores secuelas) ha tenido un seguimiento de culto y actualmente es considerada un clásico de culto y un clásico del siglo XXI.

## Argumento
Mientras espera reunirse con su novio, la joven Drew Decker recibe una llamada de un misterioso acosador sexual, quien en un principio se muestra amistoso pero conforme avanza la conversación se torna más agresivo y depravado, al punto en que le revela estar observándola. Pese a los esfuerzos algo disparatados de Drew por tratar de huir de Ghostface, es finalmente capturada y asesinada en parte porque es arrollada irónicamente por sus padres que estaban distraídos practicando sexo oral. Al día siguiente, la noticia sobre la muerte de Drew pone en alerta a un grupo de jóvenes conformados por Cindy Campbell, Buffy Gilmore, Brenda Meeks y los respectivos novios de ellas, Bobby Prinze, Greg Phillipe y Ray Wilkins, debido a que Drew era la niñera del hermano con retraso mental de Buffy, Doofy. Cindy cree que el homicidio de Drew podría tener relación con un gran secreto que el grupo ha guardado: un año antes, en noche de Halloween, atropellaron a un hombre y creyendo que lo mataron —cuando en realidad este solo había sido noqueado— se deshicieron del cuerpo. Al campus de la escuela también llega Gail Hailstorm, una ambiciosa reportera que espera tener una exclusiva del caso y que, ante la insistencia de la policía por llevar confidencialidad, termina seduciendo a Doofy para obtener información.
En un principio, el grupo no se toma en serio las advertencias de Cindy, a pesar de que Greg también recibe mensajes del asesino. Durante un concurso de belleza en el que Buffy compite esperando ser nombrada «Señorita sexo oral», Greg es asesinado justo cuando Buffy se encontraba a punto de hacer una interpretación dramática, por lo que todos creen que está actuando y gana el concurso. Deleitada por su triunfo, insiste que Greg les está jugando una broma pese a su desaparición. Más tarde, mientras está sola en casa, Cindy es atacada por el asesino pero se las arregla para eludirlo solo para toparse con Bobby, de quien cree que es el asesino porque es encontrado con un celular, un par de guantes y un cuchillo. No obstante, esa misma noche, mientras se queda en casa de Buffy y Doofy, es contactada por el asesino, exculpando a Bobby en el progreso.
Al siguiente día, Bobby es liberado de prisión no sin ciertos disgustos ocurridos durante el presidio pero su relación con Cindy se ve afectada tras lo ocurrido. Mientras tanto, Buffy, confiada por su reciente triunfo, es eventualmente encontrada por el asesino, que la decapita. Por alguna razón, la cabeza sigue consciente, por lo que el asesino la coloca en el tacho de «objetos perdidos y encontrados». En busca de alguna distracción, Cindy organiza una fiesta en su casa que para su pesar se agranda porque Shorty, el hermano de Brenda, corre la voz por toda la escuela. Brenda y Ray, por su parte, van a una cita en el cine para ver la película Shakespeare in Love y él es aparentemente asesinado cuando un hombre le atraviesa la oreja con su puñal. Brenda es masacrada por todos los espectadores de la película porque desde el principio había estado armando escándalos, contó el final de la película y ya había armado alborotos en otras proyecciones. En otra parte, Gail y su camarógrafo intentan tener una entrevista con el asesino mientras él mata a una pareja inocente pero este se enfurece, los persigue y asesina al camarógrafo.
En casa de Cindy, mientras la fiesta se sale de control, esta se embriaga y al reencontrarse con Bobby se reconcilia con él cuando los dos tienen relaciones sexuales. Mientras tanto, el asesino, después de matar a una invitada de Cindy que al menos si intentó defenderse lanzándole una botella de vidrio, rastrea a Shorty y a sus amigos drogadictos pero antes de matarlos a todos (con excepción de Shorty), se droga y se divierte con ellos. Poco después aparece ante Bobby y Cindy y hiere gravemente al primero, pero cuando Cindy se arma con una pistola, ella es contactada por Shorty y un malherido Bobby, que le dispara en el pulmón al primero, para sorpresa de Cindy. Ray también aparece en la fiesta y se revela que él y Bobby planearon la masacre para vengarse de Cindy por no corresponder los deseos sexuales de este último. Con tal de ser descartados como sospechosos, Ray apuñala a Bobby pero es apuñalado por detrás por el verdadero Ghostface, que procede a tener una pelea con Cindy con acrobacias similares a las de Matrix y en la que ella consigue vencerlo.
El asesino escapa nuevamente cuando los policías llegan a la escena mientras Cindy se encuentra en la comisaría, descubre que el culpable no es el hombre del Halloween pasado que la policía identificó al final como David Keegan y que si había muerto sino Doofy, ya que él se enteró de ese incidente a través de Buffy, conocía a todas las víctimas y  además Drew resultó ser la primera. Para cuando Cindy y el sheriff van a buscarlo, Doofy, que ha estado fingiendo su retraso, ya escapó con su amante secreta, Gail. Cindy se lamenta en medio de la calle al encontrar la máscara del asesino entre sus pertenencias, solo para ser atropellada por un auto.
En una escena poscréditos, Shorty graba un mensaje en caso de su muerte donde da tres simples lecciones de cómo sobrevivir a una situación, la cual consiste en robar y huir de una tienda sin pagar. En otra después de los créditos, Doofy es visto introduciendo su pene en la aspiradora de su casa como parte de su actuación como discapacitado mental.

## Parodias
- Scream: la trama de la película.
- Scream 2: escena de cuando Ray está en el baño y cuando Brenda es asesinada en la Sala de Cine.
- Scream 3: cuando Shorty advierte las reglas de supervivencia (para robar).
- I Know What You Did Last Summer: escenas donde el asesino manda notas, los chicos cuando matan a un hombre en la carretera y lo tiran al muelle, cuando Greg se queda solo en los vestidores, cuando Cindy gira en círculos gritando al cielo y el certamen donde Buffy es coronada como "Miss Felación".
- I Still Know What You Did Last Summer: escena en donde Shorty fuma marihuana con sus amigos y el asesino entra por la puerta.
- Viernes 13: cuando el asesino se asoma entre las ventanas, y cuando el asesino está fumando con Shorty y esta tararea el famoso susurro de Viernes 13.
- The Blair Witch Project: escena en la que aparece Gail grabándose asustada en un bosque y le sale fluido por la nariz.
- Matrix: escena de cuando Cindy y el asesino se pelean.
- The Sixth Sense: escena de cuando Shorty dice que ve muertos.
- Sospechosos habituales: última escena cuando a Cindy Campbell se le cae la taza al suelo y se rompe al igual que cuando Doofy sale caminando mal y conforme avanza cambia su forma de caminar y vestir y se sube a un coche.
- Halloween: cuando Cindy empuja al asesino por la ventana y cuando mira ya no está, al igual que cuando lo ve en el colegio por la ventana.
- Titanic: Escena en la que Brenda observa el tráiler de la película en la Sala de Cine que resulta ser un barco de esclavos negros y la película titulada Amistad 2, ficticia secuela de Amistad.
- El resplandor: Escena en la que el asesino susurra "REDRUM" en el vestidor de mujeres.
- American Pie: Escena en la que Cindy y Bobby tienen sexo, y Cindy le pide a Bobby que diga su nombre.
- Dawson's Creek: En la escena en que Cindy y Bobby están besándose, Dawson Leery hace una pequeña aparición.
- Carrie: La profesora de gimnasia de Cindy es una parodia de Miss Collins.
- Laverne & Shirley: El director de la escuela es Andrew "Squiggy" Squigman. David L. Lander vuelve a interpretar al personaje en la película.
- 10: Escena donde Drew corre en bikini por los aspersores.
- The Shawshank Redemption: Justo antes de que Cindy sea atropellada por un coche, ella levanta las manos de la misma forma que Andy hizo en la película.
- Corre, Lola, corre: La escena del teléfono.
- Tigre y dragón: Escena donde Cindy corre por las paredes antes de patear al asesino.
- La famosa escena del teléfono es una recreación de un anuncio de la marca de cerveza Budweiser.
- Mientras la prensa, Gail incluida da cobertura al asesinato de Drew entrevistan a Shorty y él hace una mención a la serie documental policiaca COPS.
- Cuando el asesino está hablando por teléfono con Drew, este le pregunta si su novio es "el que se maquilla y se viste de mujer". Esta es una referencia a Dennis Rodman, que fue marido de la actriz que interpreta a Drew, Carmen Electra y era conocido por sus extravagantes maquillajes y sus apariciones públicas con prendas femeninas.

## Reparto
| Personaje          | Actor (EE. UU.)       |
| ------------------ | --------------------- |
| Cindy Campbell     | Anna Faris            |
| Brenda Meeks       | Regina Hall           |
| Doofy Gilmore      | Dave Sheridan         |
| Bobby Prinze       | Jon Abrahams          |
| Joshua David       | Chavarry Campo        |
| Shorty Meeks       | Marlon Wayans         |
| Buffy Gilmore      | Shannon Elizabeth     |
| Greg Phillipe      | Lochlyn Munro         |
| Gail Hailstorm     | Cheri Oteri           |
| Padre de Cindy     | Rick Ducommun         |
| Slave              | Keenen Ivory Wayans   |
| Heather            | Andrea Nemeth         |
| Sheriff            | Kurt Fuller           |
| Drew Decker        | Carmen Electra        |
| Padre de Drew      | Mark McConchie        |
| Madre de Drew      | Karen Kruper          |
| Phil               | Peter Hanlon          |
| Tina               | Marissa Jaret Winokur |
| Maestra Mann       | Jayne Trcka           |
| Miss Congeniality  | Tanja Reichert        |
| Kenny              | Dan Joffre            |
| Director Squiggman | David L. Lander       |
| Abuela de Cindy    | Babe Dolan            |
| David Keegan       | Craig Bruhnanski      |
| Dawson Leery       | James Van Der Beek    |

## Clasificación por edades
| País           | Calificación                                                                    |
| -------------- | ------------------------------------------------------------------------------- |
| Alemania       |                                                                                 |
| Argentina      | +16                                                                             |
| Australia      | MA15+                                                                           |
| Canadá         | 13+ (Quebec) 14A (Nova Scotia/Ontario/British Columbia) 18A (Alberta/Manitoba/) |
| Brasil         | 16                                                                              |
| Chile          | A (El equivalente a un +18)                                                     |
| España         |                                                                                 |
| Estados Unidos |                                                                                 |
| Filipinas      | R-13                                                                            |
| Finlandia      | K-13                                                                            |

| País          | Calificación |
| ------------- | ------------ |
| Hong Kong     | IIB          |
| Portugal      | M/12         |
| Italia        | T            |
| Islandia      | 14           |
| Noruega       | 11           |
| Nueva Zelanda | R13          |
| Paraguay      | M-18         |
| Perú          | 14           |
| Reino Unido   | 15           |
| Singapur      | NC-16        |
| Suecia        | 11           |
| Puerto Rico   | PG-13        |
| México        | C            |
| Japón         | PG-12        |

## Banda sonora
El banda sonora de Scary Movie fue estrenada el 4 de julio de 2000, a través de la discográfica TVT Records, y consiste de una mezcla de hip hop y rock.

### Lista de canciones
1. "Too Cool for School" - 2:27 (Fountains of Wayne)
2. "The Inevitable Return of the Great White Dope" - 3:53 (Bloodhound Gang)
3. "Stay" - 3:56 (Radford)
4. "The Only Way to Be" - 3:20 (Save Ferris)
5. "My Bad" - 3:22 (Oleander)
6. "Punk Song #2" - 2:46 (Silverchair)
7. "Everybody Wants You" - 4:11 (Unband)
8. "Superfly" - 2:55 (Bender)
9. "I Wanna Be Sedated" - 2:31 (The Ramones)
10. "Scary Movies (Sequel)" - 3:56 (Bad Meets Evil)
11. "All bout U" - 4:34 (Tupac Shakur, Top Dogg, Yaki Kadafi, Hussein Fatal, Nate Dogg & Dru Down)
12. "I Want Cha" - 4:37 (Black Eyed Peas)
13. "What What" - 5:03 (Public Enemy)
14. "Feel Me" - 3:49 (Rah Digga, Rampage & Rock)
15. "I'm the Killer" - 3:57 (Lifelong & Incident)